# The Queen's Gambit (miniserie)
The Queen's Gambit is een Amerikaanse dramaserie gebaseerd op de gelijknamige roman van Walter Tevis uit 1983. De miniserie bestaat uit zeven afleveringen en werd op 23 oktober 2020 uitgebracht op Netflix. De serie won een Golden Globe als beste miniserie. Anya Taylor-Joy kreeg een Golden Globe als beste hoofdrolspeelster in een miniserie.

## Synopsis
The Queen's Gambit is een fictief verhaal dat het leven volgt van wees en schaakwonder Beth Harmon tijdens haar zoektocht om 's werelds grootste schaker te worden, terwijl ze worstelt met emotionele problemen en een drugs- en alcoholverslaving. "The Queen's Gambit" (Damegambiet) is een schaakopening. Het verhaal begint halverwege de jaren vijftig en loopt door tot in de jaren zestig.
Het verhaal begint in Lexington, Kentucky. De negenjarige Beth, die haar moeder heeft verloren bij een auto-ongeluk, wordt naar een weeshuis gebracht. Daar ontmoet ze onder andere Jolene, een levendig en vriendelijk meisje dat een paar jaar ouder is dan zij, Helen Deardorff, de directrice van het weeshuis, en meneer Shaibel, de conciërge van het weeshuis die Beth leert schaken. Zoals gebruikelijk was in de jaren vijftig, deelt het weeshuis dagelijks kalmeringspillen uit aan de meisjes. Beth raakt al snel verslaafd aan de pillen. Een paar jaar later wordt Beth geadopteerd door Alma Wheatley en haar echtgenoot Allston. Nadat ze is geadopteerd en zich heeft aangepast aan haar nieuwe thuis, doet Beth mee aan een schaaktoernooi. Hoewel ze geen enkele wedstrijdervaring heeft, wint ze het toernooi. Ze ontwikkelt vriendschappen met verschillende mensen: voormalig Kentucky staatskampioen Harry Beltik, het arrogante, populaire en intelligente schaakwonder Benny Watts, en journalist, fotograaf en fervent schaker D.L. Townes. Terwijl Beth toernooien blijft winnen en de financiële voordelen van haar succes plukt, wordt ze steeds afhankelijker van drugs en alcohol.
Uiteindelijk verslaat ze in Moskou de Russische wereldkampioen Vasily Borgov in een wedstrijd die ze begint met het Damegambiet.

## Rolverdeling
| Acteur                 | Personage               |
| ---------------------- | ----------------------- |
| Anya Taylor-Joy        | Elizabeth "Beth" Harmon |
| Bill Camp              | William Shaibel         |
| Marielle Heller        | Alma Wheatley           |
| Thomas Brodie-Sangster | Benny Watts             |
| Moses Ingram           | Jolene                  |
| Harry Melling          | Harry Beltik            |
| Marcin Dorociński      | Vasily Borgov           |
| Jacob Fortune-Lloyd    | D.L. Townes             |
| Chloe Pirrie           | Alice Harmon            |
| Christiane Seidel      | Helen Deardorff         |
| Rebecca Root           | Ms. Lonsdale            |
| Akemnji Ndifornyen     | Mr. Fergusson           |
| Patrick Kennedy        | Allston Wheatley        |
| Sergio Di Zio          | Beth's vader            |
| Dolores Carbonari      | Margaret                |
| Matthew Dennis Lewis   | Matt                    |
| Russell Dennis Lewis   | Mike                    |
| Janina Elkin           | Mevr. Borgov            |

## Afleveringen
| Nr. | Titel         | Regisseur   | Schrijver(s) | Datum uitzending |
| --- | ------------- | ----------- | ------------ | ---------------- |
| 1 | Openings      | Scott Frank | Scott Frank  | 23 oktober 2020  |
| Elizabeth "Beth" Harmon wordt wees wanneer haar moeder omkomt bij een auto-ongeluk. Ze wordt naar een weeshuis gebracht, waar de kinderen kalmerende pillen krijgen om hen volgzaam te houden. Terwijl ze bordenwissers schoonmaakt in de kelder, ontdekt Beth meneer Shaibel, de conciërge van het weeshuis. Shaibel is in zijn eentje aan het schaken. Na herhaalde verzoeken van Beth stemt hij met tegenzin in om haar het spel te leren. Ze raakt geobsedeerd en verbetert haar spel al snel, dankzij haar ruimtelijke intelligentie en het misbruik van geestverruimende kalmerende middelen waarmee ze zich kan concentreren en schaakpartijen in haar hoofd kan herhalen. Beth ontmoet meneer Ganz, de leraar van de plaatselijke middelbare school, die haar uitnodigt om tegelijkertijd tegen zijn hele team te spelen. Ze verslaat hen allemaal en geeft later verslag aan Shaibel over hun slechte schaakvaardigheden en hoe stimulerend het is om te winnen. Nadat de staat een wet heeft aangenomen die het gebruik van kalmerende middelen voor kinderen verbiedt, begint Beth te lijden aan ontwenningsverschijnselen. Ze wordt betrapt op het stelen van een potje met medicatie en valt flauw na een overdosis door het slikken van meerdere pillen. |               |             |              |                  |
| 2 | Exchanges     | Scott Frank | Scott Frank  | 23 oktober 2020  |
| Na haar overdosis wordt het Beth verboden om te schaken. De tijd verstrijkt en Beth wordt als tiener geadopteerd door het echtpaar Wheatley. Terwijl ze een boodschap doet voor mevrouw Wheatley, ontdekt Beth dat haar adoptiemoeder dezelfde kalmerende pillen slikt die ze in het weeshuis kreeg. Ze steelt er stiekem wat voor zichzelf, waardoor ze weer mentaal kan schaken. Beth doet mee aan haar eerste schaaktoernooi met geld dat ze van Shaibel heeft geleend. Terwijl ze haar wedstrijden doorkruist, krijgt ze een oogje op één van haar latere tegenstanders, een oudere jongen genaamd Townes. Na de eerste dag van het toernooi komt Beth thuis en ontdekt ze dat meneer Wheatley mevrouw Wheatley heeft verlaten. Ze is bang dat ze teruggestuurd zal worden naar het weeshuis, maar mevrouw Wheatley vertelt haar dat ze zullen liegen zodat ze kan blijven. Tijdens haar laatste wedstrijd van het toernooi tegen Harry Beltik, de hoogst geplaatste speler, raakt Beth zenuwachtig en rent naar het toilet. Ze neemt een kalmeringspil en wint daarna de wedstrijd. Bij het vernemen van het prijzengeld dat in andere toernooien kan worden gewonnen, bedenkt mevrouw Wheatley een plan zodat de premies van Beth het dagelijkse leven van de twee vrouwen financieel kunnen onderhouden. |               |             |              |                  |
| 3 | Doubled Pawns | Scott Frank | Scott Frank  | 23 oktober 2020  |
| Mevrouw Wheatley en Beth checken in in hun hotelkamer in Cincinnati, waar het volgende schaaktoernooi plaatsvindt. Beth weet het toernooi te winnen. Haar moeder vraagt 10% van het prijzengeld als commissie, maar Beth geeft haar 15%. Beth blijft spijbelen tijdens het reizen van en naar verschillende toernooien, waarbij ze snel nationale erkenning krijgt voor haar prestaties. Terug op school wordt Beth uitgenodigd voor haar eerste sociale evenement op de Apple Pi-club. Ze beseft dat ze niets gemeen heeft met de typische tienercultuur en raakt overweldigd. Ze steelt een fles alcohol en vertrekt naar huis. In 1966 gaat Beth naar Las Vegas voor de US Open, waar ze wordt herenigd met Townes die nu een journalist is die verslag uitbrengt van het evenement. Ze gaan naar zijn hotelkamer waar Townes foto's van haar maakt voor zijn magazine en daarna spelen ze schaak. Beth ontmoet Benny Watts, die haar wijst op een zwak punt in haar wedstrijd tegen Beltik. Beth is verbijsterd en verliest plotseling het vertrouwen. De volgende dag verliest ze voor het eerst een wedstrijd, tegen Watts. Beth en Watts beëindigen het toernooi op een gedeelde eerste plaats. |               |             |              |                  |
| 4 | Middle Game   | Scott Frank | Scott Frank  | 23 oktober 2020  |
| Beth reist naar Mexico City met mevrouw Wheatley, die daar het grootste deel van haar tijd doorbrengt met Manuel, een oude penvriend. Beth neemt het op tegen verschillende internationale spelers, waaronder Georgi Girev, een dertienjarige jongen uit Rusland, in een wedstrijd over twee dagen. In een lift gebruikt Beth haar groeiende kennis van het Russisch om de Sovjet-wereldkampioen Vasily Borgov en twee van zijn medewerkers af te luisteren. Terwijl de medewerkers haar onderschatten, vertelt Borgov hen dat ze een wees is en een overlever, net zoals zij zijn. Manuel verlaat mevrouw Wheatley net zoals meneer Wheatley deed. De volgende dag speelt Beth tegen Borgov, en na een intens spel verliest ze van hem. Terug in de hotelkamer ontdekt Beth dat haar moeder is overleden aan hepatitis, die waarschijnlijk werd verergerd door haar overmatig alcoholgebruik. |               |             |              |                  |
| 5 | Fork          | Scott Frank | Scott Frank  | 23 oktober 2020  |
| Beth keert terug naar Kentucky en komt opnieuw in contact met Harry Beltik, de voormalige staatskampioen die ze vijf jaar eerder wist te verslaan. Harry trekt bij haar in om de nu eenzame Beth te vergezellen, en de twee besteden hun tijd aan het trainen. Ze groeien naar elkaar toe totdat Harry beseft dat Beth's schaakobsessie altijd elke relatie die ze hebben zal overtreffen. De twee gaan uit elkaar. Harry zegt dat hij Beth alles heeft geleerd wat hij kan. De tijd springt vooruit naar het Amerikaanse kampioenschap van 1967, waar Beth herenigd wordt met Benny Watts. De avond voor de finale tussen de twee, daagt Benny Beth uit voor een aantal rondes snelschaak voor een grote menigte reeds uitgeschakelde toernooideelnemers. Hij verslaat haar elke keer, maar realiseert zich niet dat ze de gelegenheid heeft aangegrepen om zijn zwakheden te leren kennen. Dit motiveert Beth de volgende dag tot een snelle overwinning op Benny en de twee bespreken Beth's toekomst in de internationale competitie. |               |             |              |                  |
| 6 | Adjournment   | Scott Frank | Scott Frank  | 23 oktober 2020  |
| Benny nodigt Beth uit om bij hem thuis in New York te trainen voor het toernooi van Parijs. Terwijl ze daar is, laat Benny haar ontnuchteren en verbetert hij haar schaakvaardigheden met de hulp van een paar van zijn vrienden uit de schaakwereld. Beth krijgt ook een band met Cleo, een model dat ooit verliefd was op Benny. Daarna reist Beth naar het toernooi in Parijs en werkt ze zich op naar de finale, die ze tegen Borgov moet spelen. Cleo onthult dat ze ook in Parijs is en nodigt Beth uit voor een drankje in de bar, waardoor ze terugvalt in haar alcohol- en pillenverslaving. De volgende morgen wordt Beth gewekt door de organisatie van het toernooi, nadat ze de nacht heeft doorgebracht met Cleo. Met een stevige kater verliest ze opnieuw van Borgov. Beth gaat weer naar huis en ontdekt dat haar adoptievader naar huis is teruggekeerd om geld van haar af te persen door haar het huis te laten kopen. Beth stort zich in een verslavingsspiraal waar zelfs Harry haar niet van kan redden en ze valt flauw in haar woonkamer. Ze wordt wakker wanneer Jolene aan haar deur aanbelt. |               |             |              |                  |
| 7 | End Game      | Scott Frank | Scott Frank  | 23 oktober 2020  |
| Jolene vertelt aan Beth dat meneer Shaibel is overleden. Ze gaan allebei naar de begrafenis en Beth keert terug om het weeshuis te zien. Ze is tot tranen toe bewogen als ze een muur met krantenknipsels over haar prestaties vindt die hij heeft gemaakt, samen met een foto van hen samen tijdens haar verblijf in het weeshuis. Nu ze eindelijk grip krijgt op haar verleden, wordt ze getroost door Jolene en de ervaring helpt haar vooruit te komen. Beth geeft haar financiering van Christian Crusade op nadat ze een openbare verklaring van haar hebben gevraagd die ze niet wil geven. Nadat ze een lening heeft gekregen van Jolene, gaat Beth naar Rusland om te spelen in de prestigieuze Moscow Invitational. Ze komt in de finale opnieuw uit tegen Borgov en Beth verrast hem door bij de opening het Damegambiet te spelen. Het spel wordt uitgesteld na veertig zetten. Die avond bezoekt Townes Beth in haar hotel. De volgende ochtend krijgt Beth een telefoontje. Benny heeft een team samengesteld met Harry en Matt en Mike. Haar vrienden helpen haar om haar verdaagde match tegen Borgov te analyseren. Beth is hen dankbaar voor de hulp en maakt uitgebreide aantekeningen. Als het spel die avond wordt hervat, weet Beth Borgov te verslaan. Op de terugweg naar het vliegveld stapt ze uit de auto en loopt ze door de stad. Ze treft een aantal oude mannen aan die aan het schaken zijn. Als ze beseffen wie ze is, wordt ze uitgenodigd om met hen te spelen. |               |             |              |                  |

## Productie
Aanvankelijk zou Heath Ledger met een verfilming van het boek The Queen's Gambit zijn regiedebuut maken, maar het project staakte na zijn onverwachtse overlijden in 2008. In maart 2019 werd bekendgemaakt dat Netflix het boek zou verfilmen als miniserie.

## Ontvangst
De serie werd met lof ontvangen door de Amerikaanse pers en kreeg ook positieve reacties in de Nederlandse media. Criticus Ab Zagt van het Algemeen Dagblad gaf de serie vier uit vijf sterren en schreef dat de makers een "meeslepend drama" hebben gemaakt van de "saaie opzet": "Bewonderenswaardig is dat de serie ook echt over alle aspecten van het schaken gaat en dat visueel heel overtuigend en adequaat toont."
Dominique van Varsseveld (NRC Handelsblad) bekroonde de serie met vier uit vijf sterren. Ze benadrukte dat Taylor-Joy "schittert in de rol" en schreef met bewondering over de karakterontwikkeling in de serie: "De personages [worden] niet zwart-wit tegenover elkaar gezet. [..] Toch valt het op dat regisseur Scott Frank ervoor heeft gekozen om de zwaardere thema’s niet de overhand te geven. De impact van het benauwende seksisme en de segregatie in de jaren zestig blijft, soms te veel, op de achtergrond. Uit Franks wereld met levendige schaakfanatici spreekt vooral de liefde voor het spel, de hyperconcentratie waarmee de ontheemde Harmon haar tegenstanders van het bord veegt, blijft fascineren."

## Muziek
De filmmuziek werd gecomponeerd door Carlos Rafael Rivera. De regisseur wilde aanvankelijk muziek die gebaseerd was op de piano, maar besliste uiteindelijk samen met Rivera om een heel orkest te gebruiken voor meer "instrumentale diepte en kleur." Besloten werd om Beths groei -zowel als persoon als schaker - terug te laten komen door het gebruik van meer en meer instrumenten door de tijd heen.
- Het meisjeskoor in het weeshuis zingt Ave Maris Stella van Edvard Grieg, en Bringing in the sheaves, een traditionele gospelsong gebaseerd op psalm 126 vers 6.
- Het jazztrio (Anna Haus, Robert Wienröder en William Horberg) in de restaurantscène in aflevering 6 speelt hun eigen nummer, I Can't Remember Love.
- In aflevering 7, in de eerste hotelkamerscène, klinkt het vierde deel (Adagio) uit het Derde Strijkkwartet van Dimitri Sjostakovitsj gespeeld door het Alexander String Quartet.

In de serie wordt ook aandacht besteed aan muziek uit de jaren zestig. Onder andere volgende nummers komen er in voor:
- 25th of the 12th van Bill Compton
- Along Comes Mary van The Association
- Bert's Blues van Donovan
- Classical Gas van Mason Williams
- Comin' Home Baby van Quincy Jones
- Don't Make Me Over van Dionne Warwick (werd gebruikt in de trailer)
- The End of the World van Skeeter Davis
- Fever van Peggy Lee
- The Gift van Storefront Church
- (I'm Not Your) Steppin' Stone van The Monkees
- Stop Your Sobbing van The Kinks
- Tut Tut Tut Tut van Gillian Hills
- Venus van Shocking Blue (Venus wordt echter gebruikt in de aflevering die zich in 1967 afspeelt, twee jaar voor het lied uitgebracht werd)
- Yeh, Yeh van Georgie Fame and The Blue Flames
- You're the One van The Vogues

## Trivia
- Lisa Lane (volledige naam Marianne Elizabeth Lane Hickey) werd US Women's Champion in 1959. Ze had enkele overeenkomsten met Beth Harmon; ze groeide op zonder vader, raakte in een depressie na het veroorzaken van een auto-ongeluk waarbij een vrouw overleed, ze werd gezien als glamoureus en ze verscheen als eerste schaker op de omslag van Sports Illustrated in 1961.
- Buiten verschillende schaaktermen (opening, middenspel, eindspel, Damegambiet, vork, offer, Siciliaans, Caro-Kann, Philidor,...) worden er ook verschillende Grootmeesters vernoemd of naar verwezen in de serie, o.a.:
  -  Aleksandr Aljechin
  -  José Raúl Capablanca
  -  Nona Gaprindasjvili
  -  Paul Morphy
  -  Miguel Najdorf
- De schaakborden in de serie zijn altijd correct opgesteld en de schaakspelen en -posities zijn realistisch. Nationaal Meester Bruce Pandolfini en Grootmeester Garri Kasparov traden op als adviseurs voor de serie.
- In aflevering 6, (Adjournment) spelen Beth en Benny een partij snelschaak. De laatste combinatie in het laatste spel verwijst naar de Operapartij van Morphy, waarin Grootmeester Paul Morphy het opnam tegen het duo hertog Karel II van Brunswijk en graaf Isouard de Vauvenargues, dat in 1858 werd gespeeld in de Opéra Garnier te Parijs.